# Thyratalbrücke
Die Thyratalbrücke ist mit 1115 m das längste Brückenbauwerk der Autobahn 38. Sie liegt im Landkreis Mansfeld-Südharz zwischen den Autobahnanschlussstellen Heringen und Berga.
Die Straßenüberführung überspannt in einer Höhe von maximal 40 m mit 13 Feldern nördlich von Bösenrode das Tal der Thyra sowie die Landesstraße 236 und die parallel verlaufende Bahnstrecke  von Berga nach Rottleberode.
Die Trasse der Autobahn weist im Bereich der Brücke im Grundriss einen Radius von 2500 m sowie eine Längsgradiente von 2,02 % auf. Gebaut wurde die Überführung zwischen den Jahren 2002 und 2005 mit Baukosten von ungefähr 40 Millionen Euro.

## Gründung und Unterbauten
Das westliche Widerlager und der westlichste Pfeiler sind auf Pfählen gegründet. Die restlichen Unterbauten haben eine Flachgründung. Die Y-förmig ausgebildeten Stahlbetonpfeiler mit einer maximalen Höhe von 35 m besitzen einen Vollquerschnitt. Zur Aufnahme der Lager weitet sich der sechseckige Querschnitt am Pfeilerkopf in zwei Rechteckquerschnitte mit den Abmessungen 2,5 m × 3,5 m auf, die oben durch ein stählernes Zugband miteinander verbunden sind.

## Überbau
Der einteilige Überbau der Stahlverbundbrücke hat einen einzelligen offenen Stahltrog und eine mit Kopfbolzendübeln verbundene Stahlbetonfahrbahnplatte. Die auskragende Fahrbahnplatte wird durch Schrägstreben gestützt. Die Bauhöhe des Stahltroges beträgt 4,0 m, die Konstruktionshöhe des ganzen Überbaus ist konstant 4,65 m. Die Stützweiten des 13-feldrigen Überbaus sind 70 m + 75 m + 85 m + 9 × 90 m + 75 m. Der Verformungsruhepunkt der Brückenlängsrichtung liegt in Brückenmitte, wo drei Pfeiler die auftretenden Längskräfte, beispielsweise aus Bremsen, abtragen.

## Ausführung
Der Stahlüberbau wurde als Stahltrog mit einem Vorbauschnabel im Taktschiebeverfahren eingeschoben. Abschließend wurde die Stahlbetonfahrbahnplatte abschnittsweise mit zwei Schalwagen hergestellt.